# Alluaudiopsis fiherenensis
Alluaudiopsis fiherenensis är en tvåhjärtbladig växtart som beskrevs av Jean-Henri Humbert och Choux. Alluaudiopsis fiherenensis ingår i släktet Alluaudiopsis och familjen Didiereaceae. Inga underarter finns listade i Catalogue of Life.